# Emili Rosales i Castellà
Emili Rosales i Castellà is een Catalaans schrijver, hoogleraar en uitgever. Hij werd op 12 februari 1968 in Sant Carles de la Ràpita geboren, waar hij zijn jeugd doorgebracht heeft. Hij verhuisde als jonge man naar Barcelona waar hij Catalaanse filologie studeerde Zijn geboortestreek, de Terres de l'Ebre (Het land van de Ebro) speelt een belangrijke rol in de meeste van zijn werken.
Op jonge leeftijd werkt hij al mee aan diverse uitgeversprojecten; momenteel is hij werkzaam bij uitgeverij Planeta, waar hij aan het hoofd staat van de collectie Ramon Llull en de afdeling Spaanstalige fictie. Af en toe schrijft hij ook in de krant La Vanguardia en vroeger in Avui.
Emili Rosales debuteerde in 1989 met de poëziebundel Ciutats i mars (Steden en zeeën) en vervolgde in 1991 met de bundel Els dies i tu (De dagen en jij). Al snel zag hij de creatieve mogelijkheden van de hedendaagse roman en besloot hij zijn ideeën over literatuur in dit genre tot uitdrukking te brengen. Hij streeft naar een verhalende stijl die ook poëtisch is en geschikt om andere genres in zijn boeken te verweven. Zijn doel is werken te schrijven met behulp van de meest recente verteltechnieken en zo zijn verhalen te vertellen.
Zijn eerste roman La casa de la platja (Het huis bij het strand) verscheen in 1995. In 2004 won hij de Premi Sant Jordi de novel·la met zijn roman La ciutat invisible (De onzichtbare stad). Sedert februari 2014 is hij directeur van de uitgeverij Grup 62. Hij is geen veelschrijver, maar zijn werk vindt erkenning en werd vertaald in het Duits, Engels, Spaans, Frans, Grieks, Italiaans, Japans, Portugees, Roemeens, Servisch en Chinees. La ciutat invisible is in het Nederlands verschenen onder de titel De onzichtbare stad.  

## Enkele werken
Poëzie
- Ciutats i mars (1989)

Verhalend proza
- La casa de la platja (1995) (Het huis bij het strand)
- Els amos del món (1997 (De wereldheersers)
- La ciutat invisible (Uitg. Proa, 2004). Met op de achtergrond de politieke strijd over het plan om het water van de Ebro om te leiden voor de irrigatie, gaat de roman over liefde en de zoektocht naar identiteit. De roman speelt zich op twee tijdsvlakken af: enerzijds in de hedendaagse tijd enanderzijds in de achttiende eeuw, toen koning Karel III van Spanje aan de Ebro een nieuwe ideale stad wou bouwen, de onzichtbare stad uit de titel, of Sant Carles de la Ràpita, dat een Sint-Petersburg aan de Ebro had moeten worden.[6]

Een volledige bibliografie vind je hier.

## Prijzen
- Premi Salvador Espriu voor jonge poëzie voor Els dies i tu (1990)
- Premi Sant Jordi de novel·la voor La ciutat invisible (2004)

- Biblioteca Nacional de España: XX919468
- Bibliothèque nationale de France: cb13493030s (data)
- Catàleg d'autoritats de noms i títols de Catalunya: 981058514110106706
- Gemeinsame Normdatei: 132013452
- International Standard Name Identifier: 0000 0001 1031 6488
- Library of Congress Control Number: n90610046
- Bibliotheek van het Japanse parlement: 01173994
- Nationale Bibliotheek van Israël: 987007352191205171
- Nederlandse Thesaurus van Auteursnamen: 290679737
- Istituto Centrale per il Catalogo Unico: UBOV137116
- Système universitaire de documentation: 050285815
- Virtual International Authority File: 99121576
- WorldCat: E39PBJht8yxJdD6Tbd8WByFtKd